# Trigonopterus javensis
Trigonopterus javensis (лат.) — вид жуков-долгоносиков рода Trigonopterus из подсемейства Cryptorhynchinae (Curculionidae). Встречаются на индонезийском острове Ява в горных районах провинций Западная Ява и Центральная Ява на высотах 990—1671 м.

## Описание
Мелкие нелетающие жуки-долгоносики, длина 1,76—2,09 мм. Цвет коричневый. Тело субгексагональное; в дорсальной части с заметной перетяжкой между переднеспинкой и надкрыльями; с отчетливой перетяжкой в профиль. Рострум грубо морщинисто-пунктированный, с неправильным срединным гребнем; эпистом с нечетким поперечным гребнем, образующим срединный зубчик. Переднеспинка выступает переднелатерально угловато; с отчетливой субапикальной перетяжкой; диск грубо пунктирован, в пунктурах есть одна тонкая приподнятая чешуйка. Надкрылья с глубокими вдавленными бороздками, промежутки ребристо-субкилевидные; бороздки и промежутки с рядом прилегающих коротких щетинок. Крылья отсутствуют. Рострум укороченный, в состоянии покоя не достигает середины средних тазиков. Надкрылья с 9 бороздками. Коготки лапок мелкие. В более ранних работах упоминался как «Trigonopterus sp. 294».
Вид был впервые описан в 2014 году немецким колеоптерологом Александром Риделем (Alexander Riedel; Museum of Natural History Karlsruhe, Карлсруэ, Германия), совместно с энтомологами Рене Тэнзлером (Rene Tänzler; Zoological State Collection, Мюнхен), Майклом Бальке (Michael Balke; GeoBioCenter, Ludwig-Maximilians-University, Мюнхен, Германия), Кахийо Рахмади (Cahyo Rahmadi; Indonesian Institute of Sciences, Research Center for Biology, Cibinong, Западная Ява, Индонезия), Яйюк Сухарджоно (Yayuk R. Suhardjono; Zoological Museum, Cibinong Science Center — LIPI, Jl. Raya Jakarta-Bogor, Индонезия), осуществившими ревизию фауны жуков рода Trigonopterus на острове Ява и соседних островах.